# Dick Smit
Dick Smit (Zwolle, 1923 - 1997) was een Nederlandse schaker.
Smit was belastingconsulent. In 1955 werd hij kampioen van Zwolle, en in 1966 van Twente. Hij heeft een paar keer meegespeeld voor het kampioenschap van Nederland, maar kwam niet hoger dan de derde plaats.
In 1939 begon Smit met correspondentieschaak, en in 1952 speelde hij mee met de Schaakolympiade. In 1975 werd hij meester ICCF en in 1979 grootmeester ICCF.
Smit schreef een boek over het Göringgambiet.